# Iakîmove, Velîka Bahacika
Iakîmove (în ucraineană Якимове) este localitatea de reședință a comunei Iakîmove din raionul Velîka Bahacika, regiunea Poltava, Ucraina.

## Demografie
Componența lingvistică a localității Iakîmove
     Ucraineană (97,78%)
     Rusă (2,22%)
Conform recensământului din 2001, majoritatea populației localității Iakîmove era vorbitoare de ucraineană (97,78%), existând în minoritate și vorbitori de rusă (2,22%).